# هر کس نقشه‌ای دارد
هر کس نقشه‌ای دارد (به اسپانیایی: Todos tenemos un plan) یک فیلم مهیج جنایی آرژانتینی، محصول ۲۰۱۲ به کارگردانی آنا پیتربارگ و با بازی ویگو مورتنسن و سولداد بیژامیل است. این اثر مشترک شرکت‌های آرژانتینی و اسپانیایی است که توسط آنا کوهان و آنا پیتربارگ نوشته شده‌است.

## خلاصه داستان
آگوستین (ویگو مورتنسن) مردی است که پس از سالها زندگی در بوئنوس آیرس، ناامید از آنچه او را که به تدریج او را تبدیل به موجودی خسته کننده کرده‌است، رها می‌کند. پس از مرگ برادر دوقلویش پدرو (ویگو مورتنسن)، آگوستین با اتخاذ هویت پدرو و بازگشت به منطقه مرموز پارانا دلتا، که خانه دوران کودکی هر دو برادر بوده، شروع به زندگی جدید می‌کند. اما اندکی پس از بازگشت، آگوستین بی آنکه خود بخواهد درگیر دنیای خطرناک جنایتکارنی می‌گردد که برادرش بخشی از آن بوده‌است.

## بازیگران
- ویگو مورتنسن … آگوستین / پدرو
- سولداد بیژامیل … کلودیا
- دنیل فنگو … آدرین
- خاویر گودینو … روبن
- سوفیا گالا کاستیگلیون … روزا
- اُسکار آلگر … آماندئو مندیزابل
- پزشکی قانونی … خواکین دانیال
- کارولینا رومن … پرستار و بچه
- سرجیو بوریس … فرانسیسکو مندیزابل
- آلبرتو آژاکا … فرناندو مندیزابل